# ميو
ميو أو ميواتي، هو مجتمع مسلم يقطن في شمال غرب الهند، لا سيما في موات وحولها وهو تقسيم تابعة لهاريانا وأجزاء من المناطق المجاورة ألور و بهاراتبور في ولاية راجستان.
يتحث الميويين لغة الميواتي، وهي لغة من عائلة اللغات الهند الآرية.